# Никулин, Константин Васильевич
Константин Васильевич Нику́лин (1907—1969) — советский промышленный деятель, специалист в области строительных материалов.

## Биография
Родился 3 (16 августа) 1907 года (по другим данным — в 1910 году).
В 1933 году окончил Каменец-Подольский химико-технологический институт. После учебы был направлен на работу в Новороссийск на цементный завод технологом, затем стал руководителем лаборатории. Член ВКП(б) с 1941 года.
В 1946 году был назначен главным инженером Главцемента. После его разделения на два главка, в 1947 году стал начальником Главзападцемента. В 1949—1957 годах — заместитель министра промышленности строительных материалов СССР; с 1957 года, в ходе реорганизации управления народного хозяйства и создания совнархозов — стал начальником отдела промышленности строительных материалов Госплана СССР. Занимался вопросами технологии производства цемента, принимал участие в разработке нового оборудования и технологических процессов его производства, строительством новых цементных заводов. На протяжении более десяти лет Никулин являлся главным редактором журнала «Цемент», а также председателем технического совета Министерства промышленности строительных материалов СССР. Действительный член Академии строительства и архитектуры СССР (1956).
Умер в 1969 году. Похоронен в Москве на Новодевичьем кладбище (7 участок, 6 ряд).

## Награды и премии
- Сталинская премия второй степени (1950) — за разработку усовершенствованного технологического процесса и оборудования для высокопроизводительного цементного завода с мощными вращающимися печами, за разработку и внедрение новых видов оборудования для цементной промышленности).
- орден Ленина (16.03.1949) — за «успешное выполнение Амвросиевским цементным заводом заданий правительства по обеспечению строек народного хозяйства цементом» и в связи с 50-летием завода